# Requin soyeux
Vous lisez un « article de qualité » labellisé en 2015.
Carcharhinus falciformis
Espèce
Synonymes
- Carcharias falciformis Müller & Henle, 1839

Statut de conservation UICN

 VU  : Vulnérable
Le requin soyeux (Carcharhinus falciformis) est une espèce de requins de la famille des Carcharhinidae, qui doit son nom à la texture lisse de sa peau. Il est l'un des requins les plus abondants dans la zone pélagique, et peut être trouvé dans les océans tropicaux du monde entier. Très mobile et migrateur, ce requin vit le plus souvent sur le bord du plateau continental jusqu'à une profondeur de 50 mètres. Le requin soyeux a un corps mince et fuselé et atteint généralement une longueur de 2,5 mètres. Il se distingue des autres grands requins par sa première nageoire dorsale de petite taille avec une marge postérieure courbe, sa petite deuxième nageoire dorsale avec une longue pointe arrière libre et ses longues nageoires pectorales en forme de faucille. Il est d'un profond gris bronze métallisé au-dessus et blanc au-dessous.
Les proies étant souvent rares dans son environnement océanique, le requin soyeux est un chasseur rapide, curieux et insistant. Il se nourrit principalement de poissons osseux et de céphalopodes, et est connu pour les chasser en les regroupant en des bancs compacts avant de se jeter dedans la gueule ouverte. Cette espèce suit souvent les bancs de thons, une de ses proies privilégiées. Son ouïe est extrêmement développée, ce qui lui permet de localiser les sons à de basses fréquences, générés par les autres animaux et, par extension, les sources de nourriture. Le requin soyeux est vivipare, ce qui signifie que les embryons en développement sont reliés au placenta de leur mère. Son cycle de vie varie fortement suivant les régions. La reproduction a lieu toute l'année, sauf dans le golfe du Mexique, où elle suit un cycle saisonnier. Les femelles donnent naissance à des portées allant jusqu'à 16 jeunes par an — ou tous les deux ans. Les requins nouveau-nés passent leurs premiers mois dans des zones de récifs relativement protégées sur le plateau continental, où ils grandissent, avant de gagner les eaux libres océaniques.
Du fait de sa grande taille et de ses dents acérées, le requin soyeux est potentiellement dangereux pour l'homme, car il peut avoir un comportement agressif envers les plongeurs. Cependant, les attaques sont rares, car peu d'humains pénètrent dans son habitat océanique. En revanche, l'espèce est pêchée pour ses ailerons et, dans une moindre mesure, pour sa viande, sa peau, son huile de foie et ses mâchoires. En raison de son abondance, ce poisson est une cible de choix pour les pêcheurs de requins de nombreux pays. Par ailleurs, comme il est souvent associé aux bancs de thons, il constitue une prise accessoire des pêcheurs. En dépit de son faible taux de reproduction, il semble que son importante aire de répartition et sa grande population permettent d'atténuer la baisse des effectifs liée à la pêche.[réf. souhaitée] Toutefois, les dernières données recueillies[réf. souhaitée] sur cet animal indiquent que le nombre de Requins soyeux est en baisse partout dans le monde, ce qui a incité l'Union internationale pour la conservation de la nature (UICN) à réévaluer son statut de conservation de « préoccupation mineure » à « quasi menacé » en 2007.

## Taxonomie

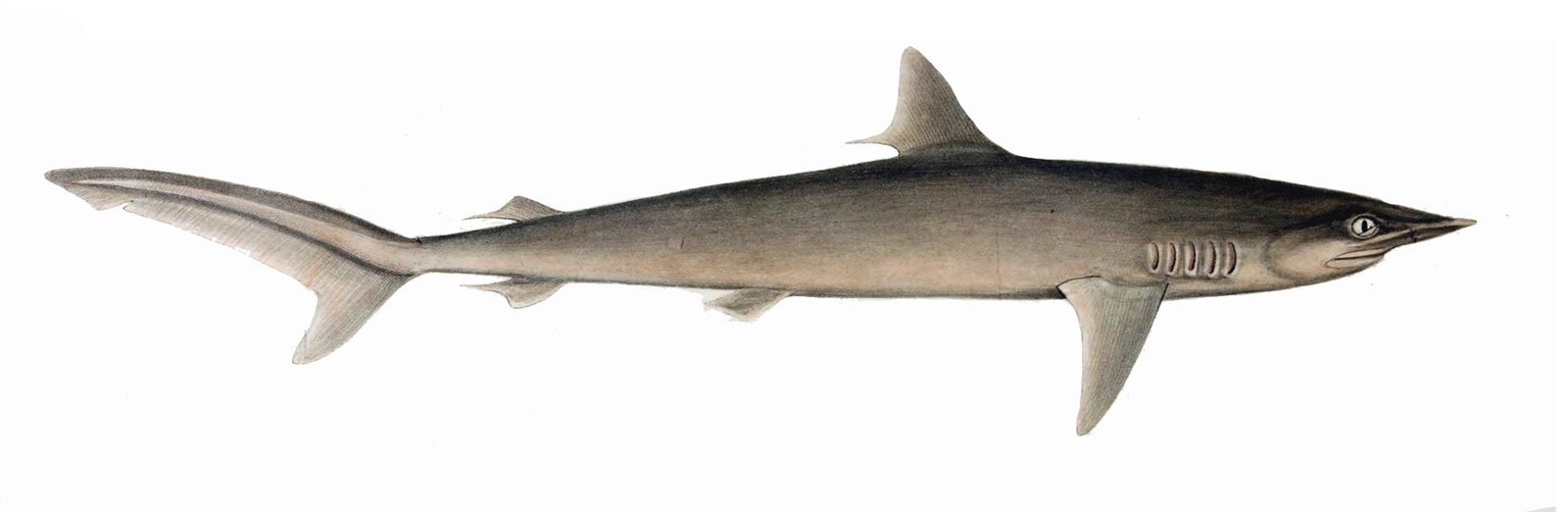
Illustration d'un requin soyeux par Müller et Henle, accompagnant leur description originale de l'espèce.

La première description scientifique du requin soyeux a été publiée par les biologistes allemands Johannes Müller et Jacob Henle sous le nom de Carcharias (Prionodon) falciformis, dans leur Systematische Beschreibung der Plagiostomen de 1839, à partir d'une description communiquée par Gabriel Bibron. Des auteurs ultérieurs ont ensuite placé cette espèce dans le genre Carcharhinus,,. Comme le spécimen type de Müller et Henle était un fœtus femelle de 53 cm de long capturé à Cuba, les premiers adultes rencontrés ne sont pas reconnus comme C. falciformis et sont décrits comme une espèce distincte, Carcharhinus floridanus, par Henry Bigelow, William Schroeder et Stewart Springer en 1943. Jack Garrick, Richard Backus et Robert Gibbs, Jr. placent C. floridanus comme un synonyme de C. falciformis en 1964.
L'épithète spécifique falciformis signifie en latin « en forme de faucille », en référence au profil des nageoires pectorales et dorsales de cette espèce. Le nom commun du requin soyeux provient de sa peau qui a une texture fine par rapport aux autres requins, du fait de ses minuscules denticules cutanés densément implantés.

## Description
Le requin soyeux a un corps mince et fuselé, avec un assez long museau arrondi qui présente des rabats de peau à peine développés devant les narines. Les yeux sont circulaires et de taille moyenne, et sont équipés de membranes nictitantes. Des sillons courts et peu profonds sont présents au niveau des coins de la bouche,. Il y a entre 14 et 16 et 13 et 17 rangées de dents de chaque côté des mâchoires supérieure et inférieure respectivement (en général 15 pour les deux). Les dents de la mâchoire supérieure sont triangulaires et fortement dentelées, avec une encoche dans le bord postérieur. Elles sont droites au centre et deviennent plus obliques vers les côtés. Les dents de la mâchoire inférieure sont étroites, droites et lisses. Les cinq paires de fentes branchiales sont de longueur modérée.
Les nageoires dorsales et pectorales sont caractéristiques et aident à distinguer le requin soyeux des espèces similaires. La première nageoire dorsale est relativement petite, mesurant moins d'un dixième de la longueur du requin, et elle prend naissance derrière les extrémités arrière libres des nageoires pectorales. Elle a un sommet arrondi, une bordure arrière en forme de « S » et une pointe arrière libre mesurant environ la moitié de la longueur de la nageoire. La deuxième nageoire dorsale est petite, plus petite même que la nageoire anale, avec une très longue extrémité libre à l'arrière, jusqu'à trois fois plus longue que la nageoire. Il y a une crête étroite s'étendant entre les nageoires dorsales. Les nageoires pectorales sont étroites et falciformes, et particulièrement longues chez les adultes. La nageoire anale est implantée légèrement avant la deuxième nageoire dorsale et a une profonde entaille dans le bord postérieur. La nageoire caudale est assez haute avec un lobe inférieur bien développé,.
La peau est densément couverte par des denticules cutanés qui se chevauchent. Chaque denticule cutané est en forme de diamant et porte des nervures horizontales se terminant par des dentelures postérieures marginales, qui sont de plus en plus nombreuses au fur et à mesure que le requin se développe,. Le dos est gris-doré métallisé foncé et le ventre est d'un blanc neigeux qui s'étend sur le flanc en une bande claire. Les nageoires (à l'exception de la première dorsale) s'assombrissent à leur extrémité, ce qui est plus visible chez les jeunes requins,. La coloration s'estompe rapidement pour donner un gris terne après la mort de l'animal. Le Requin soyeux est l'un des plus grands membres de son genre. Il atteint généralement une longueur de 2,5 m, avec une longueur maximale enregistrée de 3,5 m et un poids de 346 kg. Les femelles sont plus grandes que les mâles.

## Biologie et écologie
Le requin soyeux est l'une des trois espèces de requins pélagiques les plus communes, avec le rRequin bleu et le Requin longimane, et il compte parmi les grands animaux les plus abondants des océans du monde, avec une population d'au moins plusieurs dizaines de millions d'individus. Par rapport aux deux autres espèces, il est moins strictement associé à la zone pélagique, et on le trouve souvent dans des zones côtières, où la nourriture est plus facile à obtenir que plus loin dans l'océan. Le Requin soyeux est un prédateur actif, curieux et agressif, mais qui est dominé par le plus lent mais plus puissant Requin longimane quand ces deux espèces se retrouvent en concurrence. À l'approche de quelque chose d'intéressant, il peut sembler inattentif, décrivant des cercles calmement et balançant parfois sa tête de gauche à droite. Cependant, il peut répondre avec une rapidité surprenante à tout changement dans son environnement immédiat. On trouve souvent ce requin autour d'objets flottants tels que des bouts de bois ou des bouées nautiques.
Les jeunes requins soyeux sont connus pour former de grands groupes plus ou moins organisés, peut-être pour se défendre mutuellement. Pendant les migrations, plus de mille individus peuvent se rassembler. Ces groupes sont généralement constitués d'animaux de même taille, et dans le Pacifique peut-être aussi suivant le sexe,,. Les requins soyeux au sein d'un groupe sont souvent observés se présentant leur profil latéral l'un l'autre, ou à entrouvrir leurs mâchoires ou gonfler leurs branchies. À l'occasion, les requins ont également été vu chargeant soudainement vers le haut, virant juste avant d'atteindre la surface pour retourner vers le bas et les eaux plus profondes. La signification de ces comportements est inconnue. Lorsqu'il est confronté à une menace, le requin soyeux peut prendre une posture d'intimidation, dans laquelle il cambre son dos, baisse sa queue et ses nageoires pectorales et lève la tête. Le requin nage alors en formant des boucles serrées dans un mouvement raide et saccadé, en se retournant souvent vers la menace perçue.
Les prédateurs du requin soyeux sont les grands requins et les orques (Orcinus orca). Parmi les parasites qui lui sont connus, on compte l'isopode Gnathia trimaculata, le copépode Kroeyerina cortezensis et les cestodes Dasyrhynchus variouncinatus et Phyllobothrium,. Les requins soyeux se mêlent souvent aux bancs de Requins-marteaux halicornes (Sphyrna lewini), et sont connus pour suivre les mammifères marins. Un recensement dans la mer Rouge a décrit 25 requins soyeux suivant un grand groupe de dauphins Tursiops, avec 25 Requins gris de récif (C. amblyrhynchos) et un Requin pointe blanche (C. albimarginatus). Les Requins soyeux sont eux-mêmes accompagnés de jeunes Poissons-pilotes (Naucratès ductor), ainsi que par des Carangidae, qui se nourrissent de restes de nourriture et viennent se frotter contre la peau du requin pour se débarrasser de leurs parasites,.

### Alimentation

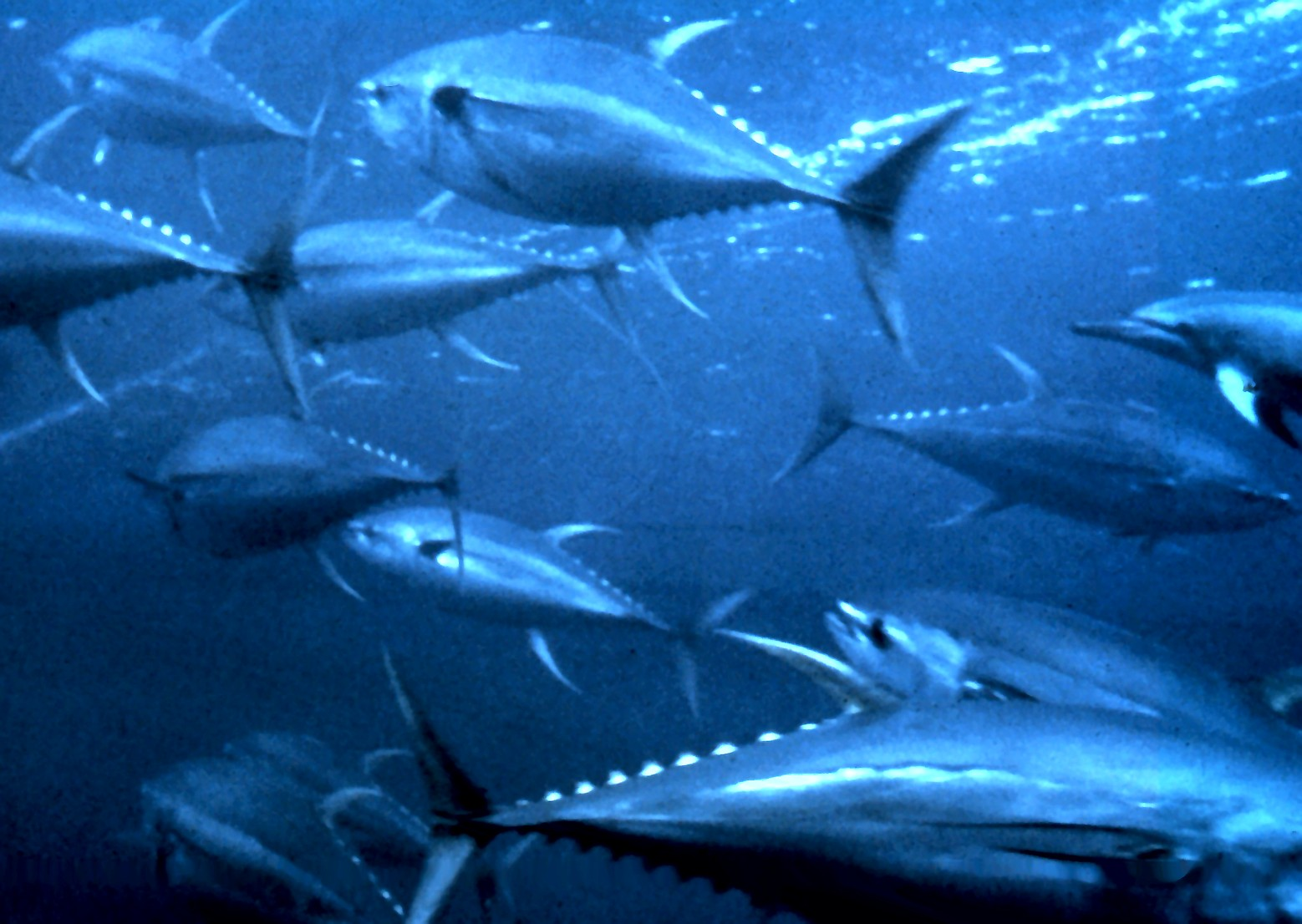
Le thon est la proie favorite du Requin soyeux, qui suit souvent leurs bancs.

Le requin soyeux est un prédateur opportuniste se nourrissant principalement de poissons osseux dans tous les niveaux de la colonne d'eau, dont notamment les thons, les maquereaux, les sardines, les rougets, les mérous, les Lutjanidae, les Decapterus, les Kyphosidae, les poissons-chats marins, les anguilles, les poissons-lanternes, les Monacanthidae, les balistes et les Diodontidae. Il peut également consommer des calmars, des argonautes et des Portunidae, et il existe des preuves fossiles que ce requin peut venir se nourrir sur des carcasses de baleines,,. De fortes disponibilités en nourriture de qualité peuvent attirer les requins soyeux en grand nombre. Un tel groupe de requin a été observé piégeant un banc de poissons en l'encerclant près de la surface de l'eau, le regroupant en une masse compacte avant que les requins ne consomment l'intégralité du banc. Lors d'une attaque d'un banc de poissons dense, le Requin soyeux charge à travers le banc la bouche ouverte, et capture des poissons dans les coins de sa mâchoire. Bien que plusieurs requins peuvent se nourrir à la fois, chacun lance son attaque de façon indépendante.
Des études menées au large de la côte de la Floride et des Bahamas ont montré que les requins soyeux sont très sensibles au son, en particulier à ceux de basse fréquence (10 à 20 Hz) et aux impulsions irrégulières. Des expériences dans lesquelles ce genre de sons ont été joués sous l'eau ont permis d'attirer des requins venant parfois de plusieurs centaines de mètres. Les Requins soyeux s'orientent vers la source de ces sons car ils sont semblables à ceux générés par l'alimentation d'animaux comme les oiseaux ou les dauphins, et indiquent donc des sources de nourriture,. Ces études ont également démontré que le requin soyeux attiré par un son va rapidement se retirer si ce son change brusquement en amplitude ou en caractère ; ce changement ne doit pas forcément être un son produit par un prédateur pour engendrer une réaction immédiate. Au fil des expositions répétées, les requins soyeux s'habituent au changement de son et arrêtent de se retirer, mais il leur faut plus de temps pour modifier leur comportement que pour le Requin longimane, plus audacieux.
La force d'une morsure d'un requin de 2 m de long a été mesurée à 890 newtons. Il existe une association bien établie entre cette espèce et le thon. Au large du Ghana, presque tous les bancs de thons sont suivis de requins soyeux, et dans l'est du Pacifique ces requins infligent de tels dommages aux filets de pêche au thon et aux captures que les pêcheurs de thon le surnomment parfois « requin mangeur de filet »,. Les requins soyeux et les grands dauphins sont en concurrence lorsque les deux espèces ciblent le même banc de poisson, et la quantité consommée par les dauphins diminue quand le nombre de requins présents augmente. S'il y a un grand nombre de requins, ils ont tendance à rester à l'intérieur du banc des proies, tandis que les dauphins se confinent à la périphérie, peut-être pour éviter les blessures accidentelles liées aux attaques de requins. Inversement, si un assez grand groupe de dauphins se rassemble, ils deviennent capables de chasser les requins du banc de proies. Peu importe où l'on domine, les deux prédateurs ne s'engagent pas dans un comportement ouvertement agressif l'un contre l'autre.

### Cycle de vie

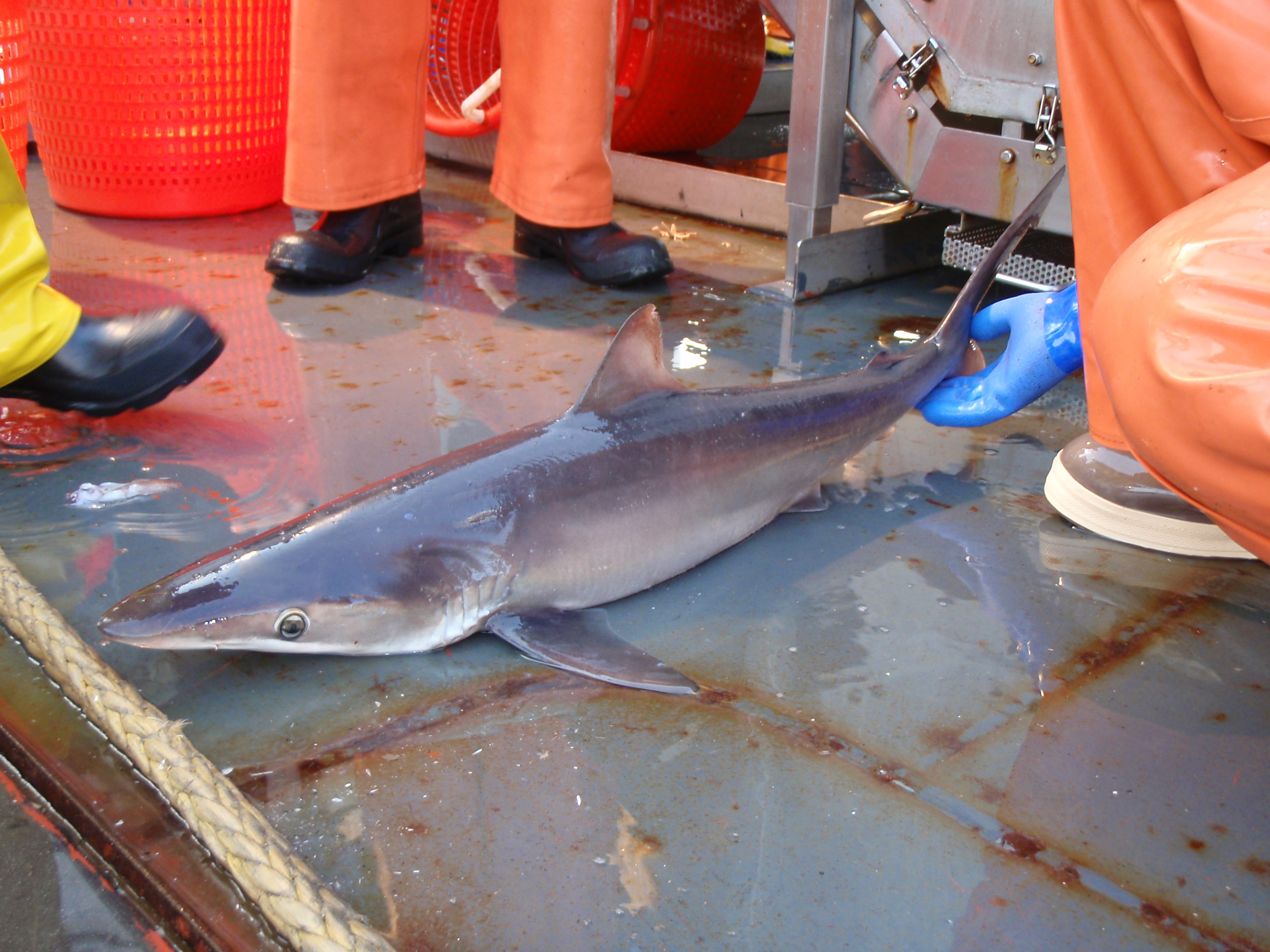
Jeune Requin soyeux, cette espèce donne naissance à jeunes complètement formés.

Comme les autres membres de sa famille, le requin soyeux est vivipare : une fois que l'embryon en développement épuise son approvisionnement en vitellus, le sac vitellin appauvri est converti en une connexion placentaire par lequel la mère fournit la nourriture. Par rapport aux autres requins vivipares, le placenta du requin soyeux est moins similaire à la structure analogue des mammifères car il n'y a pas d'entrecroisement entre les tissus du fœtus et la mère. De plus, les globules rouges fœtaux sont beaucoup plus petits que les globules maternels, ce qui va à l'inverse de la tendance observée chez les mammifères. Les femelles adultes ont un seul ovaire fonctionnel (sur le côté droit) et deux utérus, qui sont divisés en longueur en des compartiments séparés pour chaque embryon.
Les requins soyeux dans la plupart des régions du monde se reproduisant apparemment toute l'année, alors que l'accouplement et la naissance ont lieu dans le Golfe du Mexique à la fin du printemps ou au début de l'été (de mai à août),. Cependant, dans certains cas, la présence d'une saisonnalité de la période de reproduction peut avoir été obscurcie par des biais dans la collecte des données. Les femelles donnent naissance après une période de gestation de 12 mois, soit chaque année ou tous les deux ans. La taille de la portée varie de 1 à 16 et augmente en fonction de la taille de la femelle, un nombre de 6 à 12 étant typique,. Les jeunes sont nés dans les zones de reproduction des récifs, sur le plateau continental, là où les approvisionnements alimentaires sont suffisants et la protection contre les grands requins pélagiques assurée. Le risque de prédation a sélectionné cette espèce sur une croissance rapide des jeunes requins, qui prennent 25 à 30 cm au cours de leur première année de vie. Après quelques mois (ou pendant le premier hiver dans le Golfe du Mexique), les requins subadultes migrent des nurseries côtières vers les eaux libres de l'océan,,.
| Région                | Longueur à la naissance | Longueur des mâles à la maturité | Longueur des femelles à la maturité |
| --------------------- | ----------------------- | -------------------------------- | ----------------------------------- |
| Atlantique nord-ouest | 68 à 84 cm              | 2,15 à 2,25 m                    | 2,32 à 2,46 m                       |
| Atlantique est        | ?                       | 2,20 m                           | 2,38 à 2,50 m,                      |
| Indien                | 56 à 87 cm              | 2,39 à 2,40 m,                   | 2,16 à 2,60 m,                      |
| Pacifique ouest       | ?                       | 2,10 à 2,14 m,                   | 2,02 à 2,20 m,                      |
| Pacifique centre      | 65 à 81 cm              | 1,86 m                           | 2,00 à 2,18 m,                      |
| Pacifique est         | 70 cm                   | 1,80 à 1,82 m,                   | 1,80 à 1,82 m,                      |

Les caractéristiques du cycle de vie du requin soyeux diffèrent suivant la zone géographique. Les requins de l'Atlantique du nord-ouest ont tendance à être plus grands que ceux du Pacifique centre-ouest à tout âge, tandis que les requins du Pacifique Est ont tendance à être plus petits que les requins des autres régions. Les requins de l'Atlantique Est et de l'océan Indien semblent égaler ou dépasser la taille des requins de l'Atlantique nord-ouest, mais les chiffres sont basés sur relativement peu d'individus et plus de données sont nécessaires.
Le taux de croissance moyen du requin soyeux est modéré par rapport à celui d'autres espèces de requins, et il est similaire quel que soit le sexe, même s'il varie considérablement d'un individu à l'autre. Une étude dans le centre du Pacifique a montré que les femelles grandissaient moins vite que les mâles, mais les résultats ont été faussés par l'absence de données sur de grandes femelles. Les croissances les plus élevées semblent obtenues par les requins du nord du Golfe du Mexique, et les plus basses par les requins vivant au large du nord de Taïwan. Les mâles et les femelles atteignent la maturité sexuelle à l'âge de 6 à 10 ans et 7-12 ans respectivement. Les requins des eaux plus tempérées peuvent croître plus lentement et arriver à maturité plus tard que dans les régions plus chaudes. La longévité maximale est d'au moins 22 ans.

## Distribution et habitat

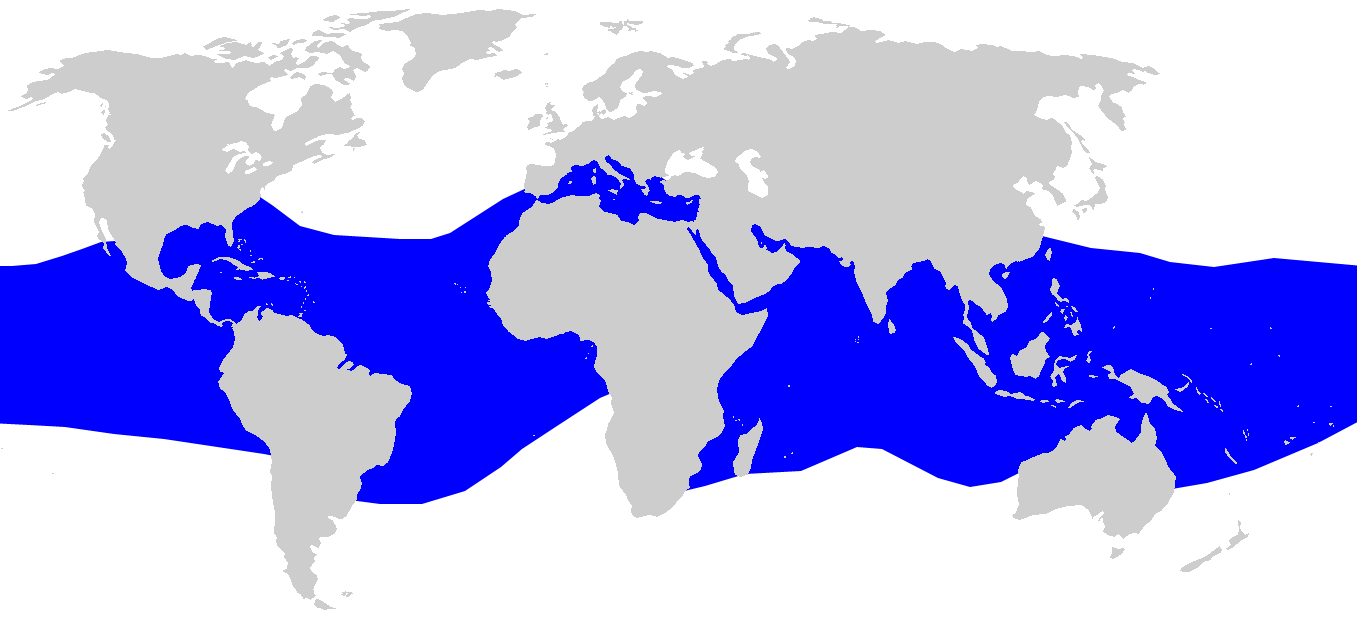
Distribution du Requin soyeux.

Le requin soyeux a une répartition cosmopolite dans les eaux marines aux températures dépassant 23 °C. Dans l'océan Atlantique, on le rencontre de l’État américain du Massachusetts jusqu'à l'Espagne au nord, et du sud du Brésil jusqu'au nord de l'Angola au sud, en passant par la mer Méditerranée, le Golfe du Mexique, et la mer des Caraïbes. Il vit dans l'ensemble de l'océan Indien, au sud jusqu'au Mozambique à l'ouest et jusqu'à l'Australie-Occidentale à l'Est, en passant par la mer Rouge et le Golfe Persique. Dans l'océan Pacifique, la limite nord de son aire de répartition s'étend du sud de la Chine et du Japon jusqu'au sud de la péninsule de Basse-Californie et au Golfe de Californie, tandis que la limite sud va de Sydney, en Australie, et du nord de la Nouvelle-Zélande jusqu'au nord du Chili,. Si on s'appuie sur les différences visibles au niveau de leur cycle de vie, quatre populations distinctes de requins soyeux ont été identifiées dans les bassins océaniques du monde entier : une dans l'Atlantique nord-ouest, une dans le Pacifique occidental et central, une dans le Pacifique oriental et une dans l'océan Indien.
On a observé des requins soyeux se regroupant autour des centrales électriques en Méditerranée orientale et plus précisément dans les eaux israéliennes de Hadera .

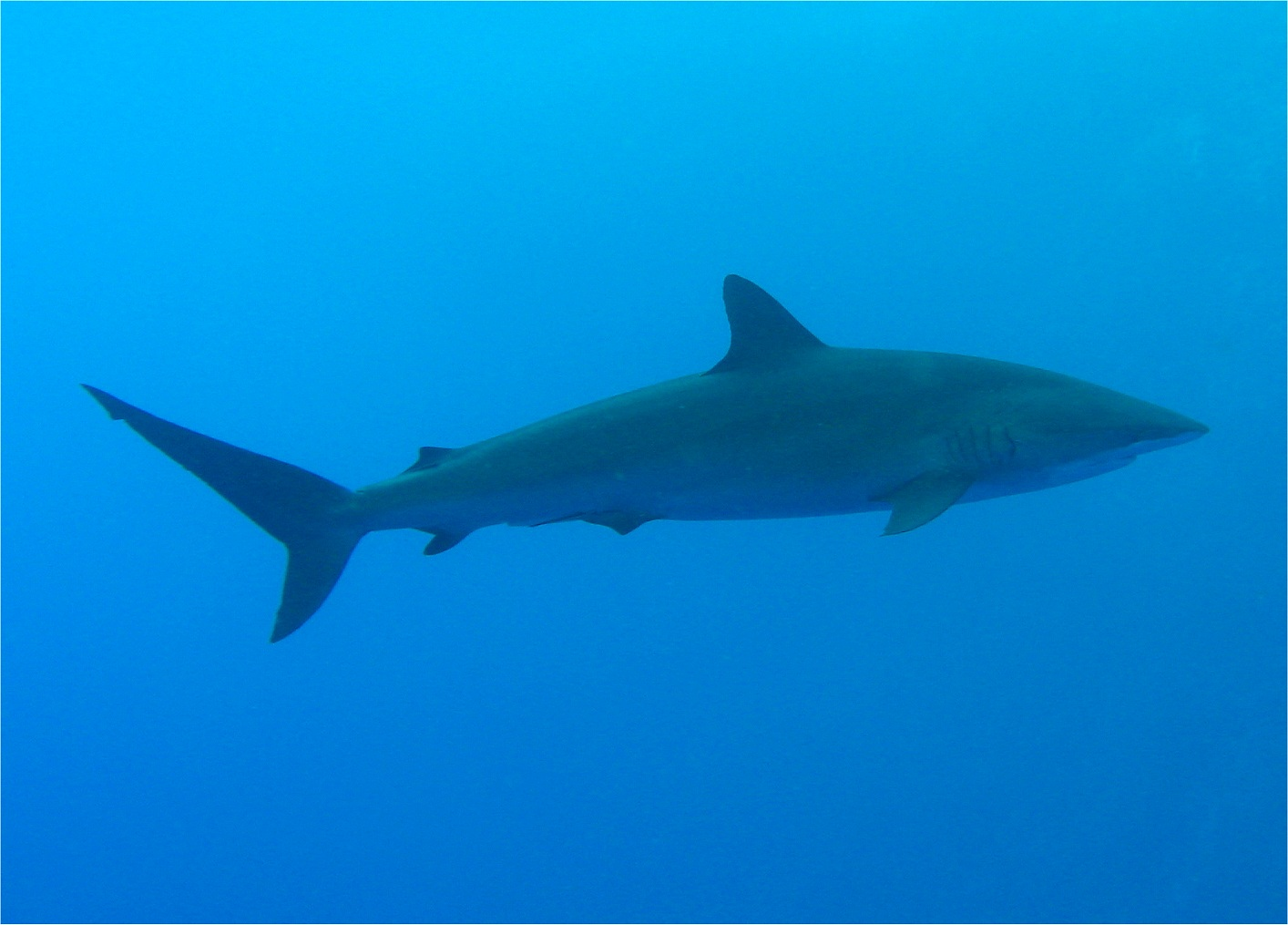
Le Requin soyeux se rencontre généralement dans les eaux libres.

Principalement résident de la zone pélagique, le requin soyeux est généralement présent entre la surface et une profondeur de 200 m, mais peut plonger jusqu'à 500 m ou plus. Les suivis d'individus marqués dans la zone tropicale orientale du Pacifique et au nord du Golfe du Mexique ont constaté que les requins soyeux passent 99 % de leur temps à moins de 50 m de profondeur, et 80 à 85 % de leur temps dans une eau à une température comprise entre 26 et 30 °C, et ce de jour comme de nuit,. Cette espèce préfère les bords des plateaux continentaux et insulaires, souvent au-dessus de récifs d'eaux profondes et autour des îles. Son aire de répartition est plus étendue vers le nord et le sud le long des marges continentales que dans les eaux libres océaniques. À l'occasion, il peut s'aventurer dans les eaux côtières peu profondes, jusqu'à moins de 18 m de fond. Les requins soyeux sont très mobiles et migrateurs, bien que les détails de leurs déplacements sont peu connus. Les données de marquage ont enregistré des requins parcourant jusqu'à 60 km par jour, et couvrant des distances pouvant atteindre 1 339 km. Les grands requins se déplacent généralement sur de plus longues distances que les plus petits. Dans l'océan Pacifique et peut-être ailleurs, ils passent l'été à des latitudes un peu plus élevées, en particulier pendant les années les plus chaudes d'El Niño,. Dans l'Atlantique Nord, la plupart des requins suivent le Gulf Stream vers le nord le long de la côte Est des États-Unis. Dans le Golfe d'Aden, il est plus fréquent en fin de printemps et d'été.

## Phylogénie et évolution
Des dents fossilisées appartenant au requin soyeux ont été découvertes en Caroline du Nord : une dans de la boue datant du Pléistocène - Holocène (il y a 12 000 ans), une autre dans une formation calcaire de Goose Creek datant du Pliocène (il y a 3,5 millions d'années), ainsi que dans la rivière Pungo, datant du Miocène (de 23 à 5,3 millions d'années avant notre ères),. Des fossiles de dents ont également été trouvés dans les strates du Pliocène de la carrière Cava Serredi en Toscane, en Italie. Carcharhinus elongatus, un ancêtre de sa lignée portant des dents lisses et tranchantes, vivait à l'Oligocène (il y a entre 34 et 23 millions d'années) dépôts dans la formation vieille église de la Virginie, et la formation Ashley de Caroline du Sud. Un ensemble de dents mal décrites datant de l'Éocène (il y a entre 56 et 34 millions d'années) et ressemblant à celles de cette espèce ont été découvertes en Égypte.
Les premiers efforts pour comprendre les relations évolutives du requin soyeux n'ont pas été concluants. S'appuyant sur la morphologie des animaux, Jack Garrick suggère en 1982 que le Requin à taches noires (C. sealei) est son plus proche parent. En 1988, Leonard Compagno le place dans un groupe informel avec le Requin nez noir (C. acronotus), le Requin à pointes noires (C. melanopterus), le Requin nerveux (C. cautus), le Requin cuivre (C. brachyurus) et le Requin de nuit (C. signatus).
Plus récemment, l'analyse phylogénétique de 1992 menée par Gavin Naylor, sur la base de données de séquences allozymes, a constaté que le Requin soyeux faisait partie d'un groupe comprenant des grands requins portant une crête entre les nageoires dorsales. Une branche de ce groupe contient le Requin gris (C. plumbeus) et le Requin babosse (C. altimus), tandis que le Requin soyeux est le membre de base de l'autre branche et un taxon frère à un clade comprenant le Requin de récif (C. perezi), le Requin des Galápagos (C. galapagensis), le Requin longimane (C. longimanus), le Requin requiem de sable (C. obscurus), et le Requin bleu (Prionace glauca). L'analyse de l'ARN ribosomique réalisée par Mine Dosay-Abkulut en 2008, a confirmé que le Requin soyeux était proche du Requin babosse et du Requin bleu.

## Relations avec l'Homme

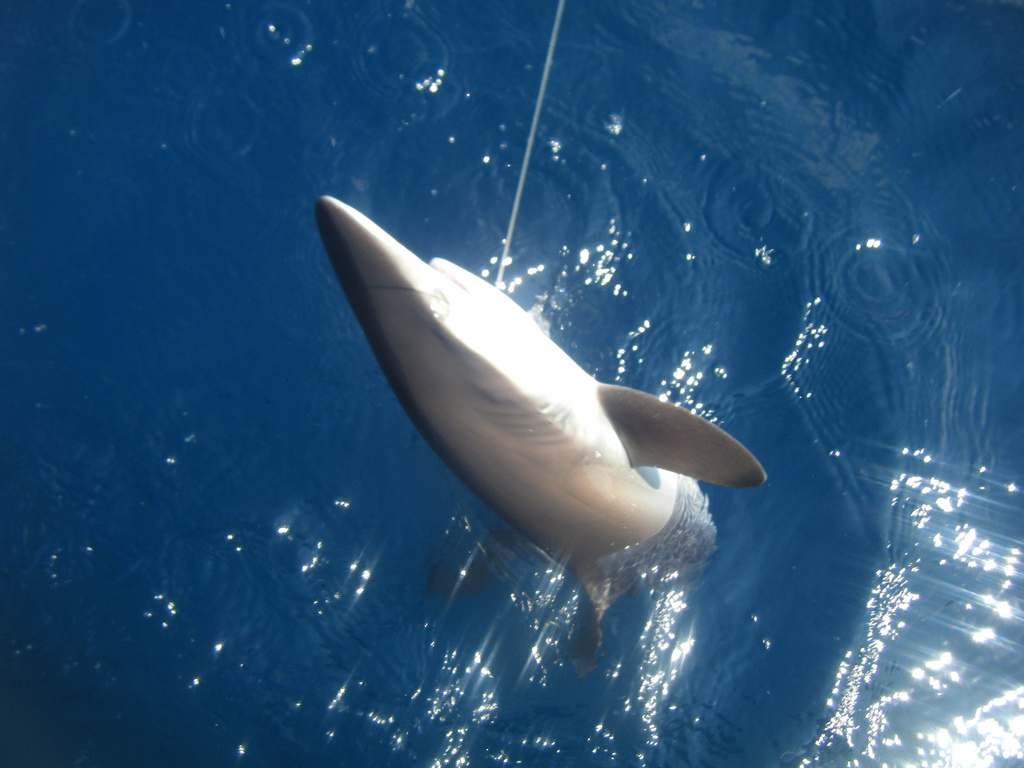
Un requin soyeux pris par un pêcheur de loisir, ce requin est pêché communément dans de nombreuses régions.

Compte tenu de sa taille et de sa formidable dentition, le requin soyeux est considéré comme dangereux pour l'Homme. Cependant, il ne vient que rarement en contact avec des humains en raison de son habitat principalement océanique. Sa curiosité naturelle et son audace peuvent le conduire à approcher les plongeurs, et il peut alors devenir dangereux s'il est excité par la présence de nourriture. Le requin soyeux a tendance à être plus agressif si on le rencontre sur un récif plutôt qu'en eau libre. Il y a quelques cas recensés de requins harcelant constamment des plongeurs et les forçant même à sortir hors de l'eau,. En mai 2009, l'International Shark Attack File recense six attaques imputables au requin soyeux, trois d'entre elles provoquées par les victimes et aucune n'ayant été mortelle.
Un grand nombre de requins soyeux sont capturés par les pêcheurs de requins artisanaux et commerciaux, opérant au large du Mexique, du Guatemala, du Salvador, du Costa Rica, des États-Unis, de l'Équateur, de l'Espagne, du Portugal, du Sri Lanka, des Maldives, du Yémen ou de la Côte d'Ivoire. Un nombre encore plus important est capturé accessoirement par les pêcheurs de thon à la palangre ou au filet dérivant, en particulier par les ceux utilisant des dispositifs de concentration de poissons (DCP). C'est le requin le plus communément pris accidentellement dans l'est du Pacifique et dans le Golfe du Mexique par les pêcheurs de thon, et le deuxième requin le plus communément capturé comme prise accessoire toutes pêches confondues, derrière le Requin bleu,. Ainsi par exemple 3 353 tonnes de requins soyeux contre 9 540 tonnes de requins peau bleue ont été déclarés pêchées en 2011 selon la Commission des thons de l'océan Indien. Ces ailerons sont utilisés pour confectionner la soupe d'ailerons de requin, et la pratique du shark finning est courante avec cette espèce. Au total ce sont les ailerons d'entre un demi-million à un million et demi de requins soyeux qui approvisionnent le marché mondial, et il s'agit de la seconde ou troisième espèce la plus vendue sur le marché des ailerons de Hong Kong, qui représente environ la moitié du marché mondial,. On valorise sa viande, vendue fraîche ou séchée et salée, sa peau et son huile de foie, ainsi que ses mâchoires ; cette espèce constitue le principal pourvoyeur de mâchoires vendues comme curiosités pour les touristes dans les tropiques. Certains pêcheurs sportifs capturent des requins soyeux.

### Sauvegarde
Comme il s'agit de l'un des requins les plus abondants et les plus répandus sur Terre, on a longtemps pensé que le Requin soyeux était à l'abri du déclin de sa population, malgré la forte mortalité liée à la pêche. En 1989, quelque 900 000 individus ont été capturés de façon accessoire par la pêche à la palangre du thon dans le centre et le sud du Pacifique sud, apparemment sans effet sur la population totale. Les données de la pêche de ce requin sont faussées par les fréquentes sous-déclarations et les problèmes d'identification de l'espèce. Néanmoins, il y a des preuves croissantes que la population mondiale de Requin soyeux diminue de manière substantielle, conséquence de son taux de reproduction modeste qui est incapable de soutenir les niveaux élevés de capture. La capture annuelle totale déclarée à l'Organisation pour l'alimentation et l'agriculture (FAO) a régulièrement diminué, passant de 11 680 tonnes en 2000 à 4 358 tonnes en 2004. Les évaluations régionales ont constaté des tendances similaires, le déclin de la population pourrait ainsi atteindre 90% dans le Pacifique central entre les années 1950 et les années 1990, 60 % au large du Costa Rica entre 1991 à 2000, 91 % dans le Golfe du Mexique des années 1950 aux années 1990, et 85 % (comme pour tous les grands requins de la famille des Carcharhinidae) dans l'Atlantique Nord-Ouest entre 1986 et 2005. La pêche au Requin soyeux au large du Sri Lanka a enregistré une baisse entre le pic de 25 400 tonnes en 1994 et les 1 960 tonnes de 2006, ce qui indique un effondrement de la population locale. Par contre, les pêcheurs japonais dans le Pacifique et l'océan Indien ont enregistré aucun changement dans le taux de capture entre les années 1970 et 1990, et la validité des méthodes utilisées pour évaluer la baisse des effectifs dans le Golfe du Mexique et de l'Atlantique nord-ouest a fait l'objet de nombreux débats,,.
À la suite des découvertes récentes, l'Union internationale pour la conservation de la nature (UICN) a réévalué en 2007 le statut du Requin soyeux, le passant de préoccupation mineure à  quasi menacé. Au niveau régional, il est répertorié comme quasi menacé dans le sud-ouest de l'Atlantique, l'océan Indien et le centre-ouest du Pacifique, et comme vulnérable dans la partie orientale du Pacifique centre et sud et le nord-ouest et l'ouest de l'océan Atlantique. Le Requin soyeux est inscrit à l'Annexe I, avec les espèces de grands migrateurs, sur la Convention des Nations unies sur le droit de la mer, bien que cela n'ait pas encore entraîné la mise en place de schémas de sauvegarde. L'espèce devrait bénéficier de l'interdiction du shark finning, qui est de plus en plus mise en œuvre par les pays et les entités supranationales, y compris les États-Unis, l'Australie et l'Union européenne. Des organisations telles que la Commission internationale pour la conservation des thonidés de l'Atlantique (CICTA) et le Inter-American Tropical Tuna Commission (IATTC) ont également pris des mesures pour améliorer la surveillance de la pêche, dans le but de réduire les prises accessoires de requins. Cependant, étant donné le caractère hautement migratoire du Requin soyeux et son association avec le thon, il n'existe aucun moyen simple de réduire les prises accessoires sans affecter aussi l'économie de la pêche.